# Воскресенская церковь (Воскресенск)
Церковь Воскресения Христова — православный храм в городе Воскресенске Московской области.

## История
Деревянная церковь в селе Воскресенском впервые упоминается в Писцовой книге Коломенского уезда, датированной 1577—78 годами.

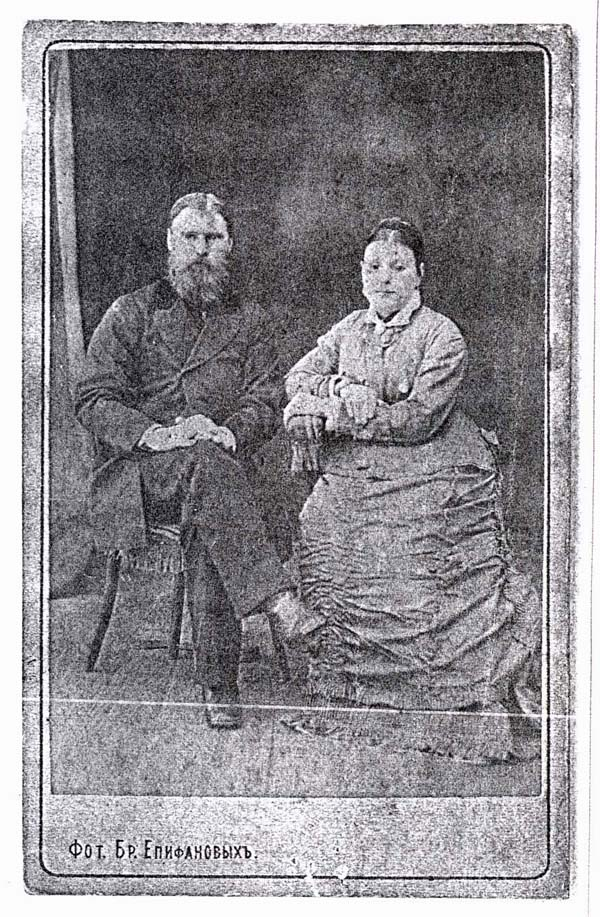
Фотография Я. В. Ларина

Главным инициатором строительства кирпичной церкви был крестьянин Яков Венедиктович Ларин из села Новлянское. Проект будущей церкви был поручен архитектору Н. П. Маркову в 1884 году, к тому времени отметившимся на строительстве храма в селе Карпово. Согласно документам, предприимчивый крестьянин в процессе сбора средств пешком добрался до Санкт-Петербурга. Строительство началось в 1891 году, когда была собрана сумма в размере 600 рублей, и с небольшими перерывами (ввиду нехватки средств) завершилось спустя 7 лет. Торжественное освящение состоялось 1 ноября 1898 года. В 1909 году была построена колокольня.
В середине 30-х годов XX века церковь была разорена и закрыта. Есть данные, что в период с 1934 по 1937 год в церкви изредка проводились богослужения. Последним священником, вплоть до 1937 года, был Иоанн Троицкий, расстрелянный на полигоне НКВД в Бутово. В 90-е годы XX века начались восстановительные работы, продолжающиеся по сей день.

## Реликвии
В церкви хранятся иконы: Божией Матери «Умиление», Божией Матери «Феодоровская», святого великомученика Пантелеимона (написана на горе Афон), святого мученика Иоанна Воина, святого Иакова Ростовского, святой блаженной Матроны Московской.